# Charlie Dominici
Charles Dominici (Brooklyn, Nueva York; 16 de junio de 1951-17 de noviembre de 2023),más conocido como Charlie Dominici, fue un vocalista estadounidense, líder de la banda Dominici y conocido además por haber sido el cantante en el primer álbum en estudio del grupo de metal progresivo Dream Theater.

## Historia
Charlie entró en el mundo de la música con Franke and the Knockouts, donde era guitarrista y segunda voz. Hizo las pruebas para ingresar en Dream Theater en 1987 y fue contratado en noviembre de ese mismo año.
En 1988 grabó When Dream and Day Unite con Dream Theater, pero fue expulsado poco después, siendo reemplazado más adelante por James LaBrie. Charlie era bastante mayor que el resto de los miembros de la banda y también existían diferencias personales y creativas con respecto al trabajo. Se sentía que su estilo vocal y su actitud general hacia la música no encajaban con la parte de heavy metal que tenían las composiciones del grupo.
En 2004 se reunió con Dream Theater para el concierto especial When Dream and Day Reunite. Cantó un par de canciones con la banda para celebrar los 15 años del lanzamiento del álbum.
En 2005, Charlie publicó un álbum en solitario titulado O3:A Trilogy, el primero de lo que sería un trabajo en tres partes.

## Discografía

### En Billy and Charles
- 1969: Billy and Charles

### En Franke and the Knockouts
- 1981: Franke and the Knockouts

### En Dream Theater
- 1989: When Dream and Day Unite
- 2004: When Dream and Day Unite Demos
- 2005: When Dream And Day Reunite (CD y DVD)

### En Dominici
- 2005: O3: A Trilogy, Part One
- 2007: O3: A Trilogy, Part Two
- 2007: O3: A Trilogy, Part Three